# Карбозерка (река, впадает в Хижозеро)
Карбозерка — река в России, протекает по Медвежьегорскому району Карелии.
Вытекает из Верхнего Корбозера, протекает через Среднее и Нижнее Карбозеро. Впадает в Хижозеро, через систему озёр соединённое с Беломорско-Балтийским каналом, севернее устья Ванжозерки. Длина реки составляет 13 км, площадь водосборного бассейна — 34,3 км².
В 10 км западнее реки проходит трасса «Кола» и железная дорога Петрозаводск — Мурманск.

## Данные водного реестра
По данным государственного водного реестра России относится к Балтийскому бассейновому округу, водохозяйственный участок реки — Бассейн Онежского озера без рр. Шуя, Суна, Водла и Вытегра, речной подбассейн реки — Свирь (включая реки бассейна Онежского озера). Относится к речному бассейну реки Нева (включая бассейны рек Онежского и Ладожского озера).
Код объекта в государственном водном реестре — 01040100612102000015761.